# Nicomedes de Esparta
Nicomedes (en griego antiguo: Νικομήδης) fue un general espartano, hijo de Cleómbroto, y nieto del rey Anaxandridas II.

## Biografía
Su padre, Cleómbroto, fue regente durante la minoría de edad de su sobrino Plistarco (458 a. C.), tras la muerte de Leónidas I, hermano de Cleómbroto y padre de Plistarco. Nicomedes fue regente de Plistoanacte, hijo de Pausanias, quien ascendió ascendió al trono siendo un niño como su predecesor y murió sin herederos directos.
Nicomedes es más conocido por derrotar a los atenienses, liderados por el estratego Mirónides, en la batalla de Tanagra (457 a. C.), durante la primera guerra del Peloponeso.
Cuando Plistoanacte llegó a la mayoría de edad, Nicomedes dejó la regencia y las fuentes antiguas no informan nada más sobre él.